# Lázně Bělohrad
Lázně Bělohrad (früher: Nová Ves; deutsch: Bad Bielohrad, früher: Neudorf) ist eine Stadt in Tschechien. Sie liegt 15 Kilometer östlich von Jičín und gehört zum Okres Jičín.

## Geschichte
Das heutige Bělohrad entstand aus der Siedlung Nová Ves (Neudorf), die erstmals 1267 erwähnt wurde. In diesem Jahr erwarb es Marek von Hořitz. 1354 war es im Besitz des Bořek von Neudorf, wobei damals bereits die Holzkirche und eine Holzfeste, die allerdings erst für 1457 belegt ist, bestanden haben sollen. Der Name der Burg und Siedlung zu diesem Zeitpunkt war lat. Castellum francum (d.H. Frankenburg), dieser wurde dann um 1534 zu Kosstoffrank bzw. Kotofrank. Nach häufigen Besitzerwechseln war es 1543 im Besitz des Jindřich Škopek aus Bílé Otradovice, dessen Sohn Jan 1556 ein steinernes Kastell errichtete, das wegen seines weißen Gemäuers als „Bělohrad“ (Weiße Burg) bezeichnet wurde. Nach der Schlacht am Weißen Berge erwarb 1626 Albrecht von Wallenstein Neudorf, der es 1628 an Rozina Miřkovský von Stropčice verkaufte, von der es 1630 an Henri de Saint Julien und 1642 an General Wilhelm von Lamboy überging. Als treuer Anhänger des Kaisers verfolgte er streng die Rekatholisierung, so dass nachfolgend zahlreiche Einwohner ins Exil gingen. Lamboys Erben verkauften Neudorf 1669 an Katharina Elisabeth von Waldstein, nach deren Tod es an ihren Gemahl Berthold Wilhelm von Waldstein überging. Unter ihm – er war Landeshauptmann des Königgrätzer Kreises – erlebte Neudorf eine Blütezeit. 1689 errichtete er die Allerheiligenkirche, Anfang des 18. Jahrhunderts ließ er das Kastell zu einem Barockschloss umbauen, auf dem Hauptplatz wurden achtzehn neue Häuser gebaut und 1722 gründete er ein Waisenhaus.
Am 2. Mai 1722 erhöhte Kaiser Karl VI. Neudorf zum Städtchen, wobei gleichzeitig die amtliche Umbenennung in „Bělohrad“ erfolgte.
Nach Berthold Wilhelms Tod am 31. Oktober 1724 erbte Bělohrad seine Nichte, die mit Johann Ernst Anton von Schaffgotsch verheiratet war. Dessen Erbe Jan Bertold von Schaffgotsch verstarb 1806, und Bělohrad erbte seine Tochter, die mit Baron Stillfried verheiratet war. Sie verkauften 1843 Bělohrad an ihren Schwager Mario Alfons von Aichelburg, von dessen Erben der Industrielle Max Dormitzer die Besitzungen erwarb, der sie 1885 an Anna Gräfin von der Asseburg verkaufte. Während ihrer Herrschaft erlebte Bělohrad eine große wirtschaftliche Entwicklung.
Die von der Familie von Aichelburg 1850 errichtete Zuckerfabrik erwarb der Industrielle Goldschmidt, der sie 1877 zu einer Textilfabrik umbauen ließ. Seit 1871 verfügte Bělohrad über einen Eisenbahnanschluss.

## Kurbad
1872 ließ Maximilian Dormitzer am linken Ufer des Flusses Javorka ein Badehaus mit drei Wannenbädern einrichten. Die weitere Entwicklung des Bades erfolgte nach 1885 unter Gräfin Anna von Assenburg. Sie ließ erstmals aus den Moortorf-Lagern Moorbäder zu Heilzwecken verabreichen und errichtete 1891 u. a. ein großes Kurhaus, das ihr zu Ehren als „Anna Moorbad“ benannt wurde. Behandelt werden in „Lázně Bělohrad“ rheumatische sowie neurologische und Gefäßerkrankungen.

## Sehenswürdigkeiten
- Das Schloss im Stil des Barock wurde aus dem Kastell 1721–1724 nach Plänen von Johann Blasius Santini-Aichl umgebaut.
- Die Allerheiligenkirche entstand 1689. In ihr befinden sich Gemälde von Josef Kramolín.
- Östlich der Stadt liegt die Wüstung Byšičky mit der Wallfahrtskirche der Hl. Peter und Paul.

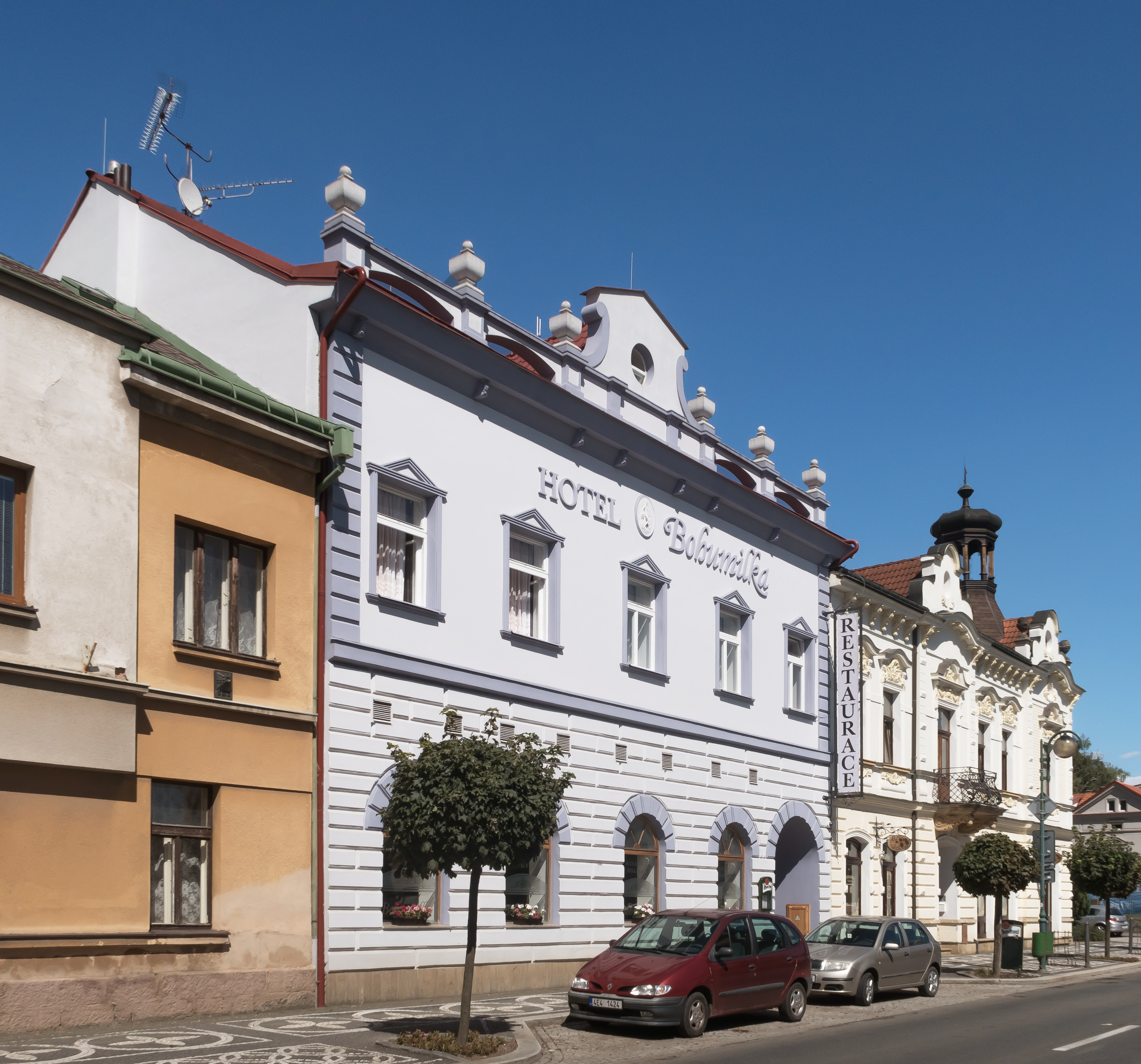
Lázně Bělohrad, Hotel Bohumilka

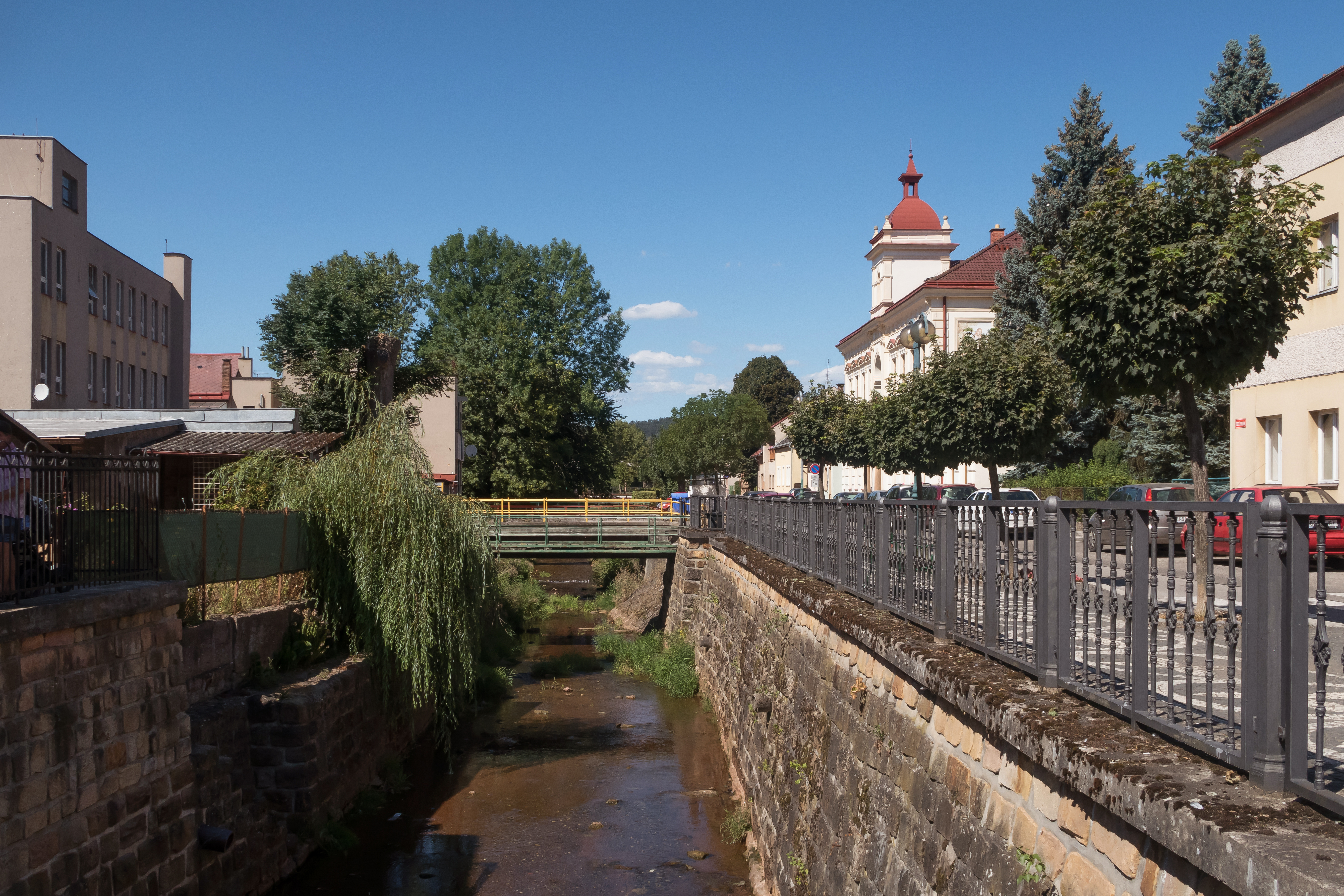
Lázně Bělohrad, Fluss (die Javorka) in die Stadt

## Persönlichkeiten
- Bedřich Pacák (1846–1914), Politiker
- Karel Václav Rais (1859–1926), Schriftsteller

## Ortsteile
Die Stadt Lázně Bělohrad besteht aus den Ortsteilen:
- Brtev
- Dolní Javoří
- Dolní Nová Ves
- Horní Nová Ves
- Hřídelec
- Lány
- Lázně Bělohrad
- Prostřední Nová Ves
- Uhlíře